# Delia madoensis
Delia madoensis är en tvåvingeart som beskrevs av Fan 1988. Delia madoensis ingår i släktet Delia och familjen blomsterflugor. Inga underarter finns listade i Catalogue of Life.